# 시크릿 카운터
《시크릿 카운터》(일본어: 人数の町, 영어: The Town of Headcounts)는 2020년에 개봉한 일본의 SF, 미스터리, 드라마 영화이다.
 신지 아라키가 감독과 각본을 맡았다.
 일본은 2020년 9월 4일에 대한민국은 2022년 2월 17일에 개봉되었다.

## 줄거리
어떤 남자의 우연한 제안을 받은 아오야마는 심각한 빚독촉에 쫓기던 중이다

마을 같아 보이지만 시설 같기도 한 낯선 장소에 도착한 아오야마는 어떤 임무를

수행하면서 안락한 생활을 누릴 수 있다는 말에 어리둥절하지만 곧 이곳 질서에

적응하기 위해 노력하면서 한편으로는 비밀을 밝혀내려고 하는데...

## 출연진

### 주연
- 나카무라 토모야 - 아오야마 테츠야 역
- 이시바시 시즈카 - 키무라 아카코 역

### 조연
- 타치바나 에리 - 스에나가 미도리 역
- 야마나카 소우
- 하시노 준페이
- 우에무라 코지
- 칸노 리오
- 마츠우라 유야
- 쿠사노 이니
- 카와무라 사야
- 야나기 에리사